# Саммит ШОС в Астане (2024)
Астанинский саммит Шанхайской организации сотрудничества—2024 (каз. Шанхай ынтымақтастық ұйымының Астана саммиті—2024, кит. упр. 2024年上海合作组织阿斯塔纳峰会, англ. Astana Summit of the Shanghai Cooperation Organization—2024) — ежегодное заседание Совета глав государств — членов организации, которое прошло в 24-й раз с момента её основания 3—4 июля 2024 года в столице Казахстана, в обновлённом по этому случаю здании Дворца Независимости.

## Предыстория

Дворец независимости – место проведения астанинского саммита ШОС—2024

Астана принимала уже четвёртый по счёту саммит ШОС в рамках председательства Казахстана в данной организации. В последний раз он проходил здесь в 2005, 2011 и 2017 годах.
Тема саммита—2024 — «Укрепление многостороннего диалога — стремление к устойчивому миру и развитию».
Кроме того, астанинский саммит—2024 был примечателен ещё и тем, что впервые в его рамках прошла и встреча в формате «ШОС плюс» с участием генерального секретаря Организации Объединённых Наций Антониу Гуттериша, а также ряда приглашённых на эту встречу глав государств и руководителей региональных международных организаций.

## Участники
В общей же сложности, в астанинском саммите—2024 приняли участие делегации из 16 государств, большая часть которых была представлена на самом высоком уровне.
Индийскую делегацию возглавил министр иностранных дел Субраманьям Джайшанкар. Связано это было с участием премьер-министра в предстоящей сессии парламента и тем самым невозможностью  Нарендры Моди принять участие в работе саммита ШОС—2024 в Астане лично.
Иран в связи со смертью президента Ибрахима Раиси представлял и. о. главы государства Мохаммад Мохбер.
От ОАЭ на саммите присутствовал эмир Рас-эль-Хаймы Шейх Сауд ибн Сакр аль-Касими.
Туркменистан был представлен экс-президентом, а ныне председателем Халк Маслахаты Гурбангулы Бердымухамедовым.

### Главы государств и делегаций
Страна-хозяйка и лидер выделены жирным шрифтом. Главы остальных государств — членов и государств — наблюдателей организации, а также приглашённые гости указаны в алфавитном порядке русского языка.
- Казахстан — президент Касым-Жомарт Токаев (председатель)
- Азербайджан — президент Ильхам Алиев[12]
- Беларусь — президент Александр Лукашенко[13]
- Индия — министр иностранных дел Субраманьям Джайшанкар[14]
- Иран — и. о. президента Мохаммад Мохбер[15]
- Катар — эмир Тамим ибн Хамад Аль Тани[16]
- Китай — председатель Си Цзиньпин[17]
- Кыргызстан — президент Садыр Жапаров[18]
- Монголия — президент Ухнаагийн Хурэлсух[19]
- ОАЭ — член Федерального Верховного Совета, эмир Рас-эль-Хаймы Шейх Сауд ибн Сакр аль-Касими[10]
- Пакистан — премьер-министр Шахбаз Шариф[20]
- Россия — президент Владимир Путин[21]
- Таджикистан — президент Эмомали Рахмон[22]
- Туркменистан — национальный лидер туркменского народа, председатель Халк Маслахаты Гурбангулы Бердымухамедов[11]
- Турция — президент Реджеп Тайип Эрдоган[23]
- Узбекистан — президент Шавкат Мирзиёев[24]

### Руководители постоянно действующих органов ШОС
- генеральный секретарь Чжан Мин[25]
- директор Исполнительного комитета Региональной антитеррористической структуры Руслан Мирзаев[26]

### Руководители международных организаций
- ООН — генеральный секретарь Антониу Гутерриш[27]
- ЕАЭС — председатель Коллегии Евразийской экономической комиссии Бакытжан Сагинтаев[28]
- ИОПБ — генеральный директор Берик Арын[29]
- ОДКБ — генеральный секретарь  Имангали Тасмагамбетов[30]
- ОЭС — генеральный секретарь Хусрав Нозири[31]
- СВМДА — генеральный секретарь Кайрат Сарыбай[32]
- СНГ — генеральный секретарь Сергей Лебедев[33]

## Результаты
Одним из главных итогов астанинского саммита—2024 стало расширение ШОС за счёт принятия в её ряды Республики Беларусь в качестве полноправного члена объединения. Таким образом, теперь в состав Шанхайской организации сотрудничества входят 10 стран — членов с населением свыше 3 млрд человек (это более половины населения планеты), на чью долю приходится треть всего мирового ВВП и тем самым объединение превратилось в «шанхайскую десятку».
Кроме того, участниками саммита был подписан весьма солидный пакет итоговых документов, в том числе Астанинская декларация глав государств — членов ШОС и программа сотрудничества в борьбе с терроризмом, сепаратизмом и экстремизмом на 2025—2027 годы.
В общей сложности было подписано 25 документов.
Также были утверждены Стратегия развития ШОС до 2035 года и инициатива организации «О мировом единстве за справедливый мир, согласие и развитие».
Председательство в организации на период 2024—2025 гг. перешло к Китаю.